# پاشیناتس
پاشیناتس (به صربی: Pašinac) یک منطقهٔ مسکونی در صربستان است که در پروکوپلیه واقع شده‌است. پاشیناتس ۱۳۴ نفر جمعیت دارد.